# ميكلنجلو جويدي
ميكلنجلو جويدي (بالإيطالية: Michelangelo Guidi)‏ (1886-1946م) هو مستشرق إيطالي.